# 4 Heures du Nürburgring 1996
Navigation
Édition précédente
Les 4 Heures de Nürburgring 1996, disputées le 30 juin 1996 sur le Nürburgring, sont la cinquième manche du championnat BPR 1996.

## Course

### Classement de la course
Classement à l'issue de la course (vainqueurs de catégorie en gras), :
| Pos.   | Catégorie | N°  | Écurie                                     | Pilotes                                             | Châssis                        | Pneus | Tours |
| Pos.   | Catégorie | N°  | Écurie                                     | Pilotes                                             | Moteur                         | Pneus | Tours |
| ------ | --------- | --- | ------------------------------------------ | --------------------------------------------------- | ------------------------------ | ----- | ----- |
| 1      | GT1       | 1   | West Competition David Price Racing        | Thomas Bscher Peter Kox                             | McLaren F1 GTR                 | G     | 138   |
| 1      | GT1       | 1   | West Competition David Price Racing        | Thomas Bscher Peter Kox                             | BMW S70 6.1L V12               | G     | 138   |
| 2      | GT1       | 2   | Gulf Racing GTC Motorsport                 | Ray Bellm James Weaver                              | McLaren F1 GTR                 | M     | 138   |
| 2      | GT1       | 2   | Gulf Racing GTC Motorsport                 | Ray Bellm James Weaver                              | BMW S70 6.1L V12               | M     | 138   |
| 3      | GT1       | 6   | Gulf Racing GTC Motorsport                 | Lindsay Owen-Jones Pierre-Henri Raphanel            | McLaren F1 GTR                 | M     | 136   |
| 3      | GT1       | 6   | Gulf Racing GTC Motorsport                 | Lindsay Owen-Jones Pierre-Henri Raphanel            | BMW S70 6.1L V12               | M     | 136   |
| 4      | GT1       | 28  | Ennea Igol                                 | Jean-Marc Gounon Éric Bernard Paul Belmondo         | Ferrari F40 GTE                | P     | 135   |
| 4      | GT1       | 28  | Ennea Igol                                 | Jean-Marc Gounon Éric Bernard Paul Belmondo         | Ferrari 3.5L Turbo V8          | P     | 135   |
| 5      | GT1       | 29  | Ferrari Club Italia Ennea SRL              | Max Angelelli Piero Nappi Helmut König              | Ferrari F40 GTE                | P     | 133   |
| 5      | GT1       | 29  | Ferrari Club Italia Ennea SRL              | Max Angelelli Piero Nappi Helmut König              | Ferrari 3.5L Turbo V8          | P     | 133   |
| 6      | GT1       | 40  | Pilot Pen Racing                           | Michel Ferté Olivier Thévenin                       | Ferrari F40 LM                 | M     | 133   |
| 6      | GT1       | 40  | Pilot Pen Racing                           | Michel Ferté Olivier Thévenin                       | Ferrari 3.0L Turbo V8          | M     | 133   |
| 7      | GT2       | 56  | Roock Racing                               | Bruno Eichmann Gerd Ruch Michel Neugarten           | Porsche 911 GT2                | M     | 132   |
| 7      | GT2       | 56  | Roock Racing                               | Bruno Eichmann Gerd Ruch Michel Neugarten           | Porsche 3.6L Turbo Flat-6      | M     | 132   |
| 8      | GT2       | 64  | Lanzante Motorsport                        | Paul Burdell Soames Langton                         | Porsche 911 GT2                | M     | 131   |
| 8      | GT2       | 64  | Lanzante Motorsport                        | Paul Burdell Soames Langton                         | Porsche 3.6L Turbo Flat-6      | M     | 131   |
| 9      | GT2       | 52  | Krauss Rennsporttechnik                    | Bernhard Müller Michael Trunk                       | Porsche 911 GT2                |       | 130   |
| 9      | GT2       | 52  | Krauss Rennsporttechnik                    | Bernhard Müller Michael Trunk                       | Porsche 3.6L Turbo Flat-6      |       | 130   |
| 10     | GT1       | 16  | Karl Augustin                              | Karl Augustin Ernst Gschwender                      | Porsche 911 GT2 Cetoni         | P     | 130   |
| 10     | GT1       | 16  | Karl Augustin                              | Karl Augustin Ernst Gschwender                      | Porsche 3.6L Turbo Flat-6      | P     | 130   |
| 11     | GT1       | 8   | BBA Compétition                            | Jean-Luc Maury-Laribière Hans Hugenholtz            | McLaren F1 GTR                 | D     | 130   |
| 11     | GT1       | 8   | BBA Compétition                            | Jean-Luc Maury-Laribière Hans Hugenholtz            | BMW S70 6.1L V12               | D     | 130   |
| 12     | GT2       | 55  | Stadler Motorsport                         | Ulli Richter Lilian Bryner Enzo Calderari           | Porsche 911 GT2                | P     | 130   |
| 12     | GT2       | 55  | Stadler Motorsport                         | Ulli Richter Lilian Bryner Enzo Calderari           | Porsche 3.6L Turbo Flat-6      | P     | 130   |
| 13     | GT2       | 88  | Konrad Motorsport                          | Wido Rössler Toni Seiler Franz Konrad               | Porsche 911 GT2                | M     | 130   |
| 13     | GT2       | 88  | Konrad Motorsport                          | Wido Rössler Toni Seiler Franz Konrad               | Porsche 3.6L Turbo Flat-6      | M     | 130   |
| 14     | GT2       | 65  | Roock Racing                               | François Lafon Lucien Guitteny Jean-Marc Smadja     | Porsche 911 GT2                | M     | 129   |
| 14     | GT2       | 65  | Roock Racing                               | François Lafon Lucien Guitteny Jean-Marc Smadja     | Porsche 3.6L Turbo Flat-6      | M     | 129   |
| 15     | GT2       | 99  | Elf Haberthur Racing                       | Ferdinand de Lesseps Richard Balandras Kurt Thiers  | Porsche 911 GT2                | P     | 128   |
| 15     | GT2       | 99  | Elf Haberthur Racing                       | Ferdinand de Lesseps Richard Balandras Kurt Thiers  | Porsche 3.6L Turbo Flat-6      | P     | 128   |
| 16     | GT2       | 93  | New Hardware Parr Motorsport               | Hugh Price John Robinson Peter Owen                 | Porsche 911 GT2                | P     | 127   |
| 16     | GT2       | 93  | New Hardware Parr Motorsport               | Hugh Price John Robinson Peter Owen                 | Porsche 3.6L Turbo Flat-6      | P     | 127   |
| 17     | GT2       | 87  | RWS Brun Motorsport                        | Raffaele Sangiuolo Gottfried Rampl Michel Ligonnet  | Porsche 911 GT2                | P     | 126   |
| 17     | GT2       | 87  | RWS Brun Motorsport                        | Raffaele Sangiuolo Gottfried Rampl Michel Ligonnet  | Porsche 3.6L Turbo Flat-6      | P     | 126   |
| 18     | GT2       | 77  | Seikel Motorsport                          | Manfred Jurasz Giuseppe Quargentan Peter Seikel     | Porsche 911 GT2                | P     | 126   |
| 18     | GT2       | 77  | Seikel Motorsport                          | Manfred Jurasz Giuseppe Quargentan Peter Seikel     | Porsche 3.6L Turbo Flat-6      | P     | 126   |
| 19     | GT2       | 102 | Excelsior GLPK Racing                      | Albert Vanierschot Paul Kumpen Franco La Rosa       | Porsche 911 GT2                | ?     | 126   |
| 19     | GT2       | 102 | Excelsior GLPK Racing                      | Albert Vanierschot Paul Kumpen Franco La Rosa       | Porsche 3.6L Turbo Flat-6      | ?     | 126   |
| 20     | GT2       | 105 | Repsol Kremer Racing                       | Alfonso de Orléans-Bourbon Andres Vilariño          | Porsche 911 GT2                | G     | 125   |
| 20     | GT2       | 105 | Repsol Kremer Racing                       | Alfonso de Orléans-Bourbon Andres Vilariño          | Porsche 3.6L Turbo Flat-6      | G     | 125   |
| 21     | GT2       | 84  | Promosport Italia                          | Renato Mastropietro Vincenzo Polli Giovanni Lavaggi | Porsche 911 GT2                | P     | 125   |
| 21     | GT2       | 84  | Promosport Italia                          | Renato Mastropietro Vincenzo Polli Giovanni Lavaggi | Porsche 3.6L Turbo Flat-6      | P     | 125   |
| 22     | GT2       | 50  | Stadler Motorsport                         | Uwe Sick Charles Margueon                           | Porsche 911 GT2                | P     | 124   |
| 22     | GT2       | 50  | Stadler Motorsport                         | Uwe Sick Charles Margueon                           | Porsche 3.6L Turbo Flat-6      | P     | 124   |
| 23     | GT2       | 69  | Proton Competition                         | Peter Erl Gerold Ried Andy Bovensiepen              | Porsche 911 GT2                | P     | 123   |
| 23     | GT2       | 69  | Proton Competition                         | Peter Erl Gerold Ried Andy Bovensiepen              | Porsche 3.6L Turbo Flat-6      | P     | 123   |
| 24     | GT1       | 11  | Konrad Motorsport                          | Franz Konrad Bob Wollek                             | Porsche 911 GT2 Evo            | M     | 123   |
| 24     | GT1       | 11  | Konrad Motorsport                          | Franz Konrad Bob Wollek                             | Porsche 3.6L Turbo Flat-6      | M     | 123   |
| 25     | GT2       | 59  | Raymond Touroul                            | Raymond Touroul Thierry Perrier Didier Ortion       | Porsche 993 RSR                | ?     | 122   |
| 25     | GT2       | 59  | Raymond Touroul                            | Raymond Touroul Thierry Perrier Didier Ortion       | Porsche 3.8 Flat-6             | ?     | 122   |
| 26     | GT2       | 85  | Gianluigi Locatelli                        | Gianluigi Locatelli Leonardo Maddalena              | Porsche 993 Supercup           | ?     | 122   |
| 26     | GT2       | 85  | Gianluigi Locatelli                        | Gianluigi Locatelli Leonardo Maddalena              | Porsche 3.8 Flat-6             | ?     | 122   |
| 27     | GT2       | 73  | Morgan Motor Company                       | Charles Morgan Bill Wykeham                         | Morgan Plus 8 GTR              | D     | 120   |
| 27     | GT2       | 73  | Morgan Motor Company                       | Charles Morgan Bill Wykeham                         | Rover V8 5.0L V8               | D     | 120   |
| 28 DNF | GT1       | 26  | Lister Storm Racing                        | Geoff Lees Tiff Needell                             | Lister Storm GTS               | M     | 117   |
| 28 DNF | GT1       | 26  | Lister Storm Racing                        | Geoff Lees Tiff Needell                             | Jaguar 7.0L V12                | M     | 117   |
| 29 DNF | GT1       | 27  | Ennea Igol                                 | Luciano Della Noce Anders Olofsson                  | Ferrari F40 GTE                | P     | 115   |
| 29 DNF | GT1       | 27  | Ennea Igol                                 | Luciano Della Noce Anders Olofsson                  | Ferrari 3.5L Turbo V8          | P     | 115   |
| 30 DNF | GT2       | 66  | EMKA Racing                                | Steve O'Rourke Guy Holmes                           | Porsche 911 GT2                | D     | 105   |
| 30 DNF | GT2       | 66  | EMKA Racing                                | Steve O'Rourke Guy Holmes                           | Porsche 3.6L Turbo Flat-6      | D     | 105   |
| 31 DNF | GT1       | 3   | Harrods Mach One Racing David Price Racing | Andy Wallace Olivier Grouillard                     | McLaren F1 GTR                 | G     | 84    |
| 31 DNF | GT1       | 3   | Harrods Mach One Racing David Price Racing | Andy Wallace Olivier Grouillard                     | BMW S70 6.1L V12               | G     | 84    |
| 32 DNF | GT2       | 96  | Larbre Compétition                         | Patrice Goueslard André Ahrlé                       | Porsche 911 GT2                | P     | 79    |
| 32 DNF | GT2       | 96  | Larbre Compétition                         | Patrice Goueslard André Ahrlé                       | Porsche 3.6L Turbo Flat-6      | P     | 79    |
| 33 DNF | GT2       | 75  | Agusta Racing Team                         | Almo Coppelli Rocky Agusta Marco Spinelli           | Callaway Corvette LM-GT        | D     | 71    |
| 33 DNF | GT2       | 75  | Agusta Racing Team                         | Almo Coppelli Rocky Agusta Marco Spinelli           | Chevrolet LT1 6.2L V8          | D     | 71    |
| 34 DNF | GT2       | 83  | Marcos Racing International                | Cor Euser Thomas Erdos                              | Marcos LM600                   | D     | 61    |
| 34 DNF | GT2       | 83  | Marcos Racing International                | Cor Euser Thomas Erdos                              | Chevrolet 6.0L V8              | D     | 61    |
| 35 DNF | GT1       | 5   | Eric Graham                                | Eric Graham Michel Faraut David Velay               | Venturi 600 LM                 | D     | 60    |
| 35 DNF | GT1       | 5   | Eric Graham                                | Eric Graham Michel Faraut David Velay               | Renault PRV 3.0L Turbo V6      | D     | 60    |
| 36 DNF | GT1       | 49  | Freisinger Motorsport                      | Wolfgang Kaufmann Patrick Vuillaume Yukihiro Hane   | Porsche 911 GT2 Evo            | G     | 53    |
| 36 DNF | GT1       | 49  | Freisinger Motorsport                      | Wolfgang Kaufmann Patrick Vuillaume Yukihiro Hane   | Porsche 3.6L Turbo Flat-6      | G     | 53    |
| 37 DNF | GT1       | 34  | Scheer Motorsport                          | Klaus Scheer Norbert Graf Edgar Dören               | Porsche 911 Bi-Turbo           | ?     | 52    |
| 37 DNF | GT1       | 34  | Scheer Motorsport                          | Klaus Scheer Norbert Graf Edgar Dören               | Porsche 3.8L Turbo Flat-6      | ?     | 52    |
| 38 DNF | GT1       | 22  | Lotus Racing Team                          | Jan Lammers Chris Goodwin                           | Lotus Esprit V8 Turbo          | M     | 40    |
| 38 DNF | GT1       | 22  | Lotus Racing Team                          | Jan Lammers Chris Goodwin                           | Lotus 3.5L Turbo V8            | M     | 40    |
| 39 DNF | GT2       | 53  | Yellow Racing                              | Christian Heinkelé Tony Ring François O'Born        | Ferrari F355 GT                | M     | 37    |
| 39 DNF | GT2       | 53  | Yellow Racing                              | Christian Heinkelé Tony Ring François O'Born        | Ferrari 3.5L V8                | M     | 37    |
| 40 DNF | GT1       | 31  | Hartmann Motorsport                        | Bernhard Holz Helmut Pfeifer Horst Stäbler          | Ferrari F40                    | ?     | 37    |
| 40 DNF | GT1       | 31  | Hartmann Motorsport                        | Bernhard Holz Helmut Pfeifer Horst Stäbler          | Ferrari 3.0L Turbo V8          | ?     | 37    |
| 41 DNF | GT2       | 91  | V de V Racing Team                         | Eric van de Vyver Erick Rumpler                     | Gillet Vertigo                 | M     | 25    |
| 41 DNF | GT2       | 91  | V de V Racing Team                         | Eric van de Vyver Erick Rumpler                     | Ford Cosworth YB 2.0L Turbo I4 | M     | 25    |
| 42 DNF | GT1       | 33  | Superpower Engineering                     | Thorkild Thyrring Phil Andrews Jérôme Policand      | De Tomaso Pantera              | G     | 24    |
| 42 DNF | GT1       | 33  | Superpower Engineering                     | Thorkild Thyrring Phil Andrews Jérôme Policand      | Ford (Lozano) 5.0L V8          | G     | 24    |
| 43 DNF | GT1       | 4   | Roock Racing                               | Jean-Pierre Jarier Ralf Kelleners                   | Porsche 911 GT2 Evo            | M     | 21    |
| 43 DNF | GT1       | 4   | Roock Racing                               | Jean-Pierre Jarier Ralf Kelleners                   | Porsche 3.6L Turbo Flat-6      | M     | 21    |
| 44 DNF | GT1       | 21  | Lotus Racing Team                          | Alex Portman Mike Hezemans                          | Lotus Esprit V8 Turbo          | M     | 10    |
| 44 DNF | GT1       | 21  | Lotus Racing Team                          | Alex Portman Mike Hezemans                          | Lotus 3.5L Turbo V8            | M     | 10    |
| 45 DNF | GT1       | 14  | Repsol Kremer Racing                       | Tomas Saldaña Christophe Bouchut                    | Porsche 911 GT2 Evo            | G     | 5     |
| 45 DNF | GT1       | 14  | Repsol Kremer Racing                       | Tomas Saldaña Christophe Bouchut                    | Porsche 3.6L Turbo Flat-6      | G     | 5     |
| 46 DNF | GT2       | 90  | Robert Sikkens Racing                      | Angelo Zadra Maurizio Monforte                      | Porsche 911 GT2                | G     | 1     |
| 46 DNF | GT2       | 90  | Robert Sikkens Racing                      | Angelo Zadra Maurizio Monforte                      | Porsche 3.6L Turbo Flat-6      | G     | 1     |
| DNS    | GT1       | 48  | Freisinger Motorsport                      | Clay Regazzoni                                      | Porsche 911 GT2 Evo            | G     | -     |
| DNS    | GT1       | 48  | Freisinger Motorsport                      | Clay Regazzoni                                      | Porsche 3.6L Turbo Flat-6      | G     | -     |
| DNS    | GT2       | 74  | Callaway Schweiz                           | Kurt Huber Hans Hauser Andrea Chiesa                | Callaway Corvette LM-GT        | ?     | -     |
| DNS    | GT2       | 74  | Callaway Schweiz                           | Kurt Huber Hans Hauser Andrea Chiesa                | Chevrolet LT1 6.2L V8          | ?     | -     |